# Movimiento Juvenil Aragonés Laico y Progresista
El Movimiento Juvenil Aragonés Laico y Progresista (MJALP) es una estructura interasociativa que agrupa a distintos colectivos y organizaciones juveniles, sindicales, políticas y estudiantiles de carácter laico y progresista dentro de la Comunidad Autónoma de Aragón, en España.

## Historia
- Desmantelamiento de las políticas integrales de juventud

En 1995 gana las elecciones el PP en el Ayuntamiento de Zaragoza, y en 1996 cancela el convenio con la Federación de Casas de Juventud por apropiarse de un local de una Casa de Juventud (adquirido con fondos municipales e inscrito a su nombre ), si bien los motivos de fondo eran otros: el control del movimiento juvenil en la ciudad de Zaragoza con fondos públicos, por ejemplo, con apariencia eso sí de modelo de autogestión juvenil. 
En el año 1997, con la llegada al poder de la derecha en buena parte de las instituciones de Aragón se produjo el un progresivo desmantelamiento de las políticas de juventud integrales ensayadas a lo largo de los años 80. Los ataques a la Federación de Casas de Juventud), espacios de ocio autogestionados para la juventud aragonesa, supuso que muchas asociaciones juveniles que habían crecido y se habían desarrollado en estos centros crearan el Foro Joven, como espacio para el debate y la defensa de las políticas de juventud. Este Foro Joven fue el antecedente directo del MJALP.
Esta situación de acoso a buena parte del asociacionismo juvenil aragonés, así como el abandono por parte de la mayor parte de fuerzas sociales adultas, supuso la creación de un proyecto interasociativo que permitiera a estos colectivos juveniles mantener sus actividades. Con el apoyo inicial de los principales sindicatos en Aragón, CC.OO. y UGT, así como de las Juventudes Socialistas de Aragón y el Rolde Choben, organización juvenil del PAR, y una constelación de asociaciones juveniles, ecologistas, feministas, estudiantiles... se crea una estructura que coordina los esfuerzos y recursos escasos y dispersos tras los ataques dirigidos al movimiento asociativo juvenil en Aragón.
- Primeros años de lucha

Desde su nacimiento en 1997 hasta 2004 el MJALP vive un período de auténtica efervescencia, con sus luces y sus sombras. Por un lado, el gobierno del Aznar y el Partido Popular adoptó medidas seriamente contestadas por la juventud: la Huelga general ante el llamado Decretazo Laboral, la actuación del gobierno ante el hundimiento del petrolero Prestige, la participación española en la Guerra de Irak. Las dos reformas educativas, la Ley de Calidad y la Ley Orgánica de Universidad, fueron muy contestadas por el movimiento estudiantil, especialmente las asociaciones estudiantiles del MJALP.
Además, en Aragón, dos temas galvanizaron el descontento de la sociedad: primeramente, el abandono secular de la provincia turolense supuso la aparición de un movimiento social, Teruel Existe, pidiendo una mayor atención del Estado para esta provincia. Además, el intento de Trasvase del Ebro fue entendido por una mayoría de la población Aragonesa como un ataque al futuro de la comunidad autónoma
Por otro lado, algunas organizaciones deciden abandonar este proyecto: un cambio en la dirección regional de Comisiones Obreras supuso un replanteamiento de su política de juventud y la decisión de no apoyar el modelo de asociacionismo estudiantil encarnado en el MJALP. Por otro lado, las tensiones surgidas entre la cúpula del PAR y el Rolde Choben, suponen la sustitución del equipo directivo de esta organización juvenil por líderes más cercanos a las posturas oficiales del partido aragonesista. Esto se traduce en la decisión de abandonar el MJALP por parte del Rolde Choben y su asociación estudiantil, la Coordinadora de Estudiantes de Aragón (CEA).
- En la actualidad

## Organizaciones del MJALP
- Departamento de Juventud de UGT Aragón: Es el área dedicada a organizar a los jóvenes de entre 14 y 30 años de la comunidad autónoma aragonesa. Depende de la Secretaría Ejecutiva de Juventud, miembro de la Ejecutiva Regional. De acuerdo a las resoluciones del último congreso regional[3] de UGT en Aragón, el área de juventud de este sindicato ha tenido como objetivo "impulsar las organizaciones juveniles y de estudiantes e incorporarlas a la actividad general del sindicato".

- Juventudes Socialistas de Aragón: Es una organización política juvenil, vinculada al PSOE aragonés. Cuenta con una veintena de agrupaciones locales en distintas poblaciones aragonesas. Ha compartido con el resto de organizaciones del MJALP el peso de las diversas movilizaciones y campañas. En su IX Congreso Regional,[4] celebrado en Huesca, en julio de 2005, marcó una línea de continuidad en su directiva y en su política de participación en el MJALP.

- ADEA: La Asociación de Estudiantes de Aragón es una federación de organizaciones estudiantiles radicadas en los institutos de secundaria (IES) de Aragón. Ha realizado campañas específicas como Contamíname, mézclate conmigo, acerca de la interculturalidad en las aulas. ADEA tiene dos de los tres puestos[5] de representación reservados a los estudiantes en el Consejo Escolar de Aragón. Otras asociaciones estudiantiles vinculadas a ADEA y al MJALP son: la Asociación de Estudiantes de la Margen Izquierda (AEMI), la Coordinadora de Estudiantes Solidarios (CES), Estudiantes Solidarios Aragoneses (ESA), la Plataforma de Asociaciones de Estudiantes (FAPAE), la Asociación de estudiantes aragoneses de Teruel (AEA Teruel) y la Asociación de estudiantes aragoneses de Huesca (AEA Huesca).

- Estudiantes en Defensa de la Universidad: Coalición estudiantil mayoritaria en el claustro de la Universidad de Zaragoza.[6][7][8] Es el área universitaria del MJALP.

- Magenta: Colectivo juvenil LGTB, federado a la FELGTB. Ha organizado diversos encuentros[9][10] dirigidos a estudiar la problemática de los jóvenes gais, lesbianas, transexuales y bisexuales.

- Mujeres Libres de Aragón: MM.LL. es el colectivo de jóvenes feministas del MJALP. Organiza actos de sensibilización contra la Violencia de género, y celebra el 8 de marzo, el Día Internacional de la Mujer, y el 25 de noviembre, el Día Internacional de la Eliminación de la Violencia contra la Mujer

## Formación
El Centro de Formación la Nave (Torrellas) sirve de escenario para la formación de centenares de dirigentes estudiantiles y asociativos de todo el estado. Durante el curso escolar se organizan decenas de encuentros en los que se evalúan los proyectos llevados a cabo, se planifican nuevas actuaciones y se debaten posicionamientos. Habitualmente se dividen por ámbitos de actuación: enseñanzas medias, universidad, colectivos LGTB, juventudes del ámbito sindical o político, etc. Además sirven para la formación de dirigentes juveniles en la gestión cotidiana de sus entidades.
Anualmente, durante el mes de julio y tras el fin del curso escolar, se lleva a cabo Confluencias. Un espacio de encuentro de colectivos, directivos asociativos y jóvenes en general. Se celebra en la localidad zaragozana de Torrellas, en la Comarca de Tarazona y el Moncayo. Además de las acciones formativas y de intercambio, características de todos los encuentros, se llevan a cabo de diversas actividades lúdicas, deportivas y festivas.
Confluencias se viene organizando desde el verano de 1996. Durante todo este tiempo han participado más de mil personas pertenecientes a decenas de entidades asociativas. En las actuaciones formativas y en los debates han colaborado multitud de responsables políticos y sindicales además de figuras relevantes en el ámbito de la intervención social:
- Gabriel Alconchel, Director General del Instituto de la Juventud de España
- Marta Aparicio, directora del Instituto Aragonés de Juventud
- Antonio Aramayona, profesor de secundaria miembro de Movimiento Hacia un Estado Laico de Zaragoza
- Dolores Bernal, presidenta de la asociación STOP Accidentes en Aragón
- Marivi Broto, Consejera de Educación, Cultura y Deporte del Gobierno de Aragón
- Paco Catalán, Director General de Consumo del Gobierno de Aragón
- Pedro Coduras, Director General de Inmigración del Gobierno de Aragón
- Carmen Cornago, cooperación al desarrollo del Gobierno de Aragón
- José Luis Félix, especialista en participación estudiantil
- Ana Fernández, Consejera de Servicios Sociales y Familia del Gobierno de Aragón
- Mario Gracia, Presidente del Consejo de Juventud de España
- Manuel López, Rector de la Universidad de Zaragoza
- Javier Gil, responsable del Departamento de Juventud Confederal de UGT
- Leyre Iglesias, Directora General del Instituto de la Juventud de España
- Alejandro Laguna, responsable del Cuarto Espacio Joven de la Diputación Provincial de Zaragoza
- Julián Loriz, Secretario General de UGT Aragón
- María Jesús Luna, profesora de secundaria especialista en resolución de conflictos
- Carmen Magallón, directora del Seminario de Investigación para la Paz
- Luz Martínez Ten, psicopedagoga secretaria de políticas sociales de FETE-UGT
- Jesús Membrado, diputado del PSOE por la provincia de Zaragoza al Congreso de los Diputados
- Natividad Mendiara, Directora General de Centros del Departamento de Educación del Gobierno de Aragón
- Ramón Miranda, Director General de Cultura del Gobierno de Aragón
- Miguel Miranda, Director de la Escuela de Estudios Sociales de la Universidad de Zaragoza
- Fernando de la Riva, especialista en metodologías participativas aplicadas a las ONG
- José Luis Palacios, educador social Coordinador General del Movimiento Laico de Aragón
- Leyre Pajín, actual secretaria de organización del Partido Socialista Obrero Español
- Felipe Petriz, Director General de Universidades del Gobierno Español
- Gonzalo Tapia, director del documental "Misiones Pedagógicas"
- Ana Torres, responsable confederal de ISCOD Aragón
- Reyes Velilla, responsable de ISCOD
- Fernando Zulaica, vicerrector de estudiantes de la Universidad de Zaragoza;